# Bandylite
La bandylite è un minerale.